# عين مفصليات الأرجل

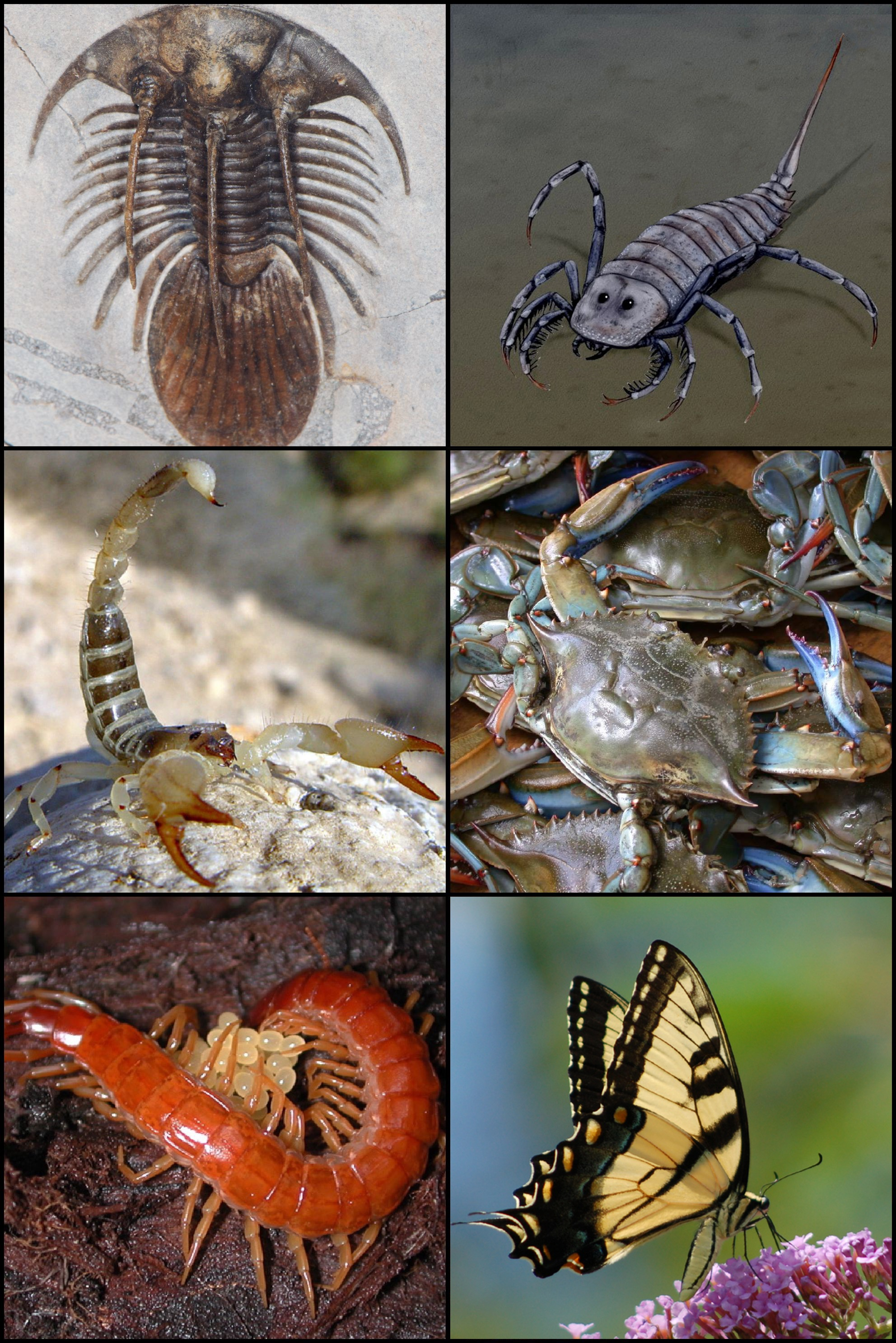
مفصليات الأرجل منقرضة وحديثة

العين المركبة في الحشرات

عين مفصليات الأرجل (بالإنجليزية: arthropod eye ): عين مفصليات الأرجل وأسلافها تتكون من عين مركبة ولكنها تختلف حسب مجموعات الأصناف؛ فبعض الأصناف تطورت لديها العين وأصبحت عين واحدة بسيطة. ويمكن تتبع تطور العين لتلك الأصناف عن طريق مقارنة المجموعات التي تفرعت منها في وقت سابق، مثل دودة حاملات المخالب وسرطان حدوة الحصان، وكذلك تغيرها في الحشرات المعاصرة وتفرعات أنواعها.
تتكون العين المركبة في الحشرات وفي مفصليات الأرجل، مثل العنكبوت والذبابة من عدد كبير من العيينات الصغيرة جدا. ويبلغ عدد العيينات في الذبابة المنزلية مثلا نحو 28.000 عيينة.